# Alekszandr Akszenov
Alekszandr Akszenov (1979. február 22. –) kazak válogatott vízilabdázó. Kazahsztán színeiben részt vett a 2012. évi nyári olimpiai játékokon, ahol csapatával a 11. helyen végzett. 2015-ben 22 dobott góllal elhódította a világbajnokság gólkirálya címet, és ezzel a torna álomcsapatába is beválasztást nyert. Orosz bajnok volt 2000, 2001 és 2002-ben